# Słagowiszczi (stacja kolejowa)
Słagowiszczi (ros. Слаговищи) – stacja kolejowa w miejscowości Słagowiszczi, w rejonie kozielskim, w obwodzie kałuskim, w Rosji. Położona jest na linii Bielow – Kozielsk.
Od stacji odchodzi bocznica do pobliskiej huty szkła.